# El Guerrero del Antifaz
El Guerrero del Antifaz és un personatge de ficció de còmic, va ser creat per l'historietista Manuel Gago García. L'editorial valenciana el va publicar entre els anys 1944 i 1966. Se n'arribaren a publicar 668 números. Aquesta sèrie explica les aventures d'un guerrer Espanyol a l'època dels Reis Catòlics, qui en un primer moment lluita amb els musulmans contra els cristians, però quan descobreix el seu veritable origen canvia de bàndol. Avergonyit del seu passat es tapa la cara amb un antifaç, el qual dona nom al personatge.

## Trajectòria editorial
El Guerrero del Antifaz és una obra clàssica del còmic espanyol, creada per Manuel Gago García el 1943 per a l'Editorial Valenciana. Juntament amb Roberto Alcázar y Pedrín és la sèrie més popular i influent dels anys 40, i una de les de major durada de la història del còmic espanyol, amb un total de 668 quaderns en 21 anys.